# Bellou-le-Trichard
Bellou-le-Trichard é uma comuna francesa na região administrativa da Normandia, no departamento Orne. Estende-se por uma área de 9,47 km². Em 2010 a comuna tinha 214 habitantes (densidade: 22,6 hab./km²).